# Eliza Hittman
Pour les articles homonymes, voir Hittman.
Eliza Hittman, née à Flatbush, un quartier de Brooklyn, (New York, États-Unis), est une réalisatrice, scénariste et productrice américaine.

## Filmographie partielle

### Comme réalisatrice
- 2008 : A Lumiere (court métrage)
- 2009 : Trickster (court métrage)
- 2010 : Second Cousins Once Removed (court métrage)
- 2011 : Forever's Gonna Start Tonight (court métrage)
- 2013 : It Felt Like Love
- 2017 : Les Bums de plage (Beach Rats)
- 2020 : Never Rarely Sometimes Always

### Comme scénariste
- 2010 : Second Cousins Once Removed (court métrage)
- 2011 : Forever's Gonna Start Tonight (court métrage)
- 2013 : It Felt Like Love
- 2017 : Les Bums de plage (Beach Rats)
- 2020 : Never Rarely Sometimes Always

## Récompenses et distinctions
- 2020 : Festival de  Sundance : Prix spécial du jury catégorie films néoréaliste US
- 2020 : Festival de Berlin : Ours d'Argent